# Aporophyla
Aporophyla là một chi bướm đêm thuộc họ Noctuidae.

## Các loài
- Aporophyla australis – Feathered Brindle (Boisduval, 1829)
- Aporophyla canescens (Duponchel, 1826)
- Aporophyla chioleuca (Herrich-Schäeffer, [1850])
- Aporophyla dipsalea Wiltshire, 1941
- Aporophyla lueneburgensis – miền bắc Deep-Brown Dart (Freyer, 1848)
- Aporophyla lutulenta – Deep Brown Dart (Denis & Schiffermüller, 1775)
- Aporophyla nigra – Black Rustic (Haworth, 1809)

## Hình ảnh

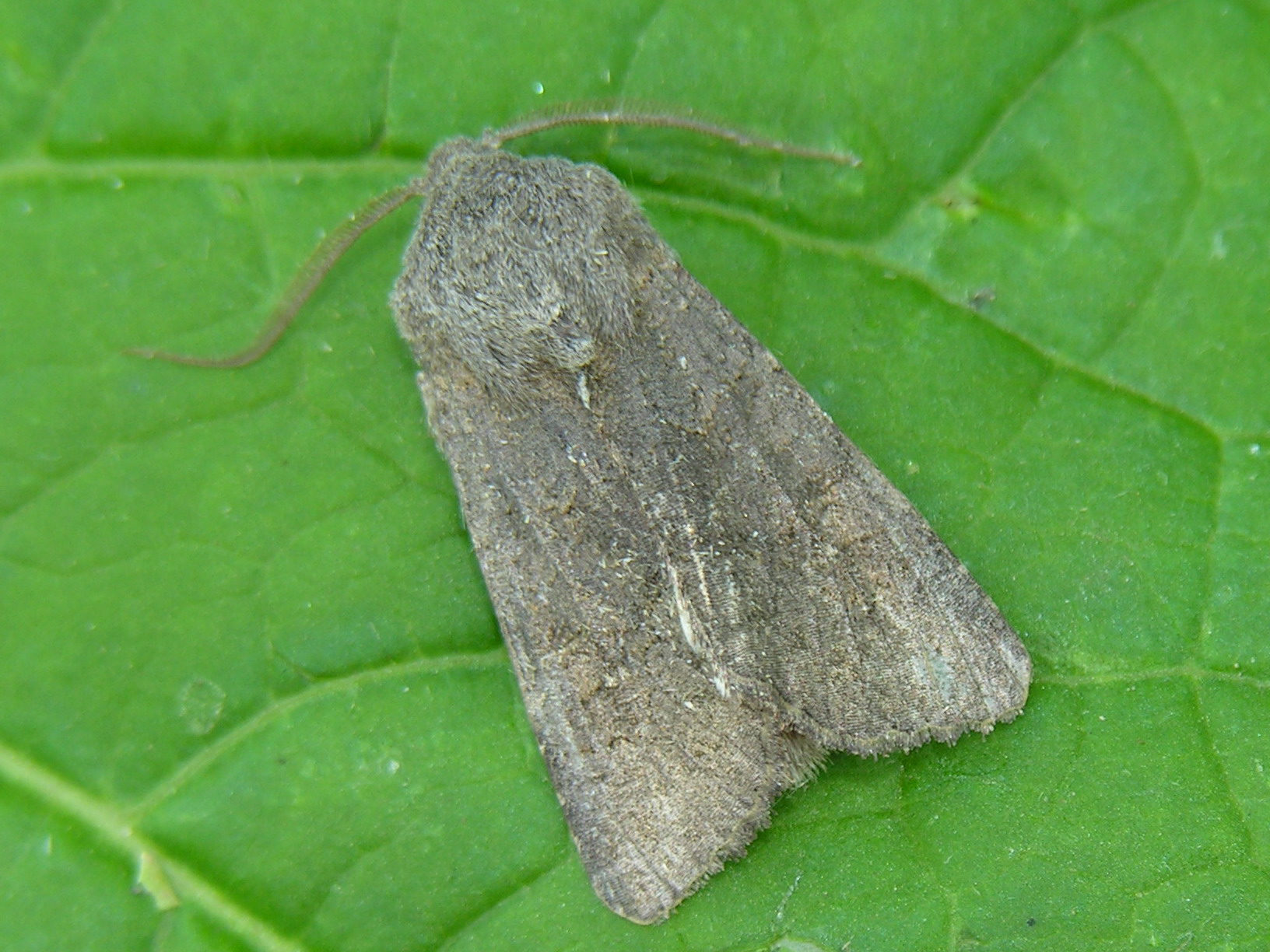
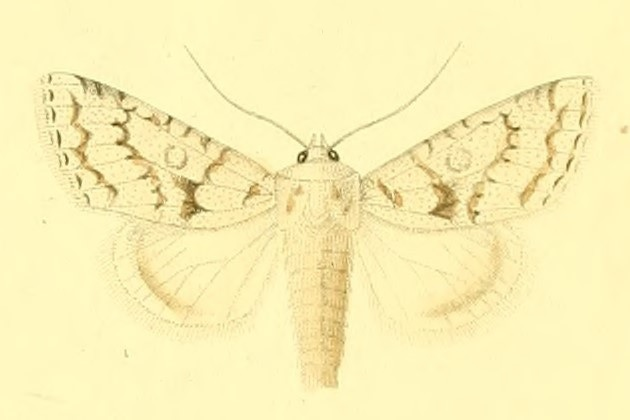